# Фейманское всхолмление
Фе́йманское всхолмление (латыш. Feimaņu pauguraine) — западная часть Латгальской возвышенности в Латгалии на востоке Латвии.
Площадь Фейманского всхолмления составляет 852 км², то есть 1,3 % от всей территории страны.
С севера и северо-востока Фейманское всхолмление ограничивается Малтским понижением, на юге — переходит в Дагдское всхолмление. По западной окраине Фейманского всхолмления проходит граница Латгальской возвышенности с Ерсикской равниной Восточно-Латвийской низменности.
Высшая точка Фейманского всхолмления находится в его центральной части на высоте 215,5 м над уровнем моря, южнее озера Фейманю и села Феймани в Фейманской волости Резекненского края.